# Carbon Based Lifeforms
Carbon Based Lifeforms (укр. Вуглецеві форми життя), скорочено CBL або CBLF — шведський ембієнт-дует, утворений в 1996 році. Учасники — Йоганнес Гедберг і Даніель Сегерстад. CBL — одні з яскравих представників напрямку психоделічного ембієнту.

## Історія виникнення

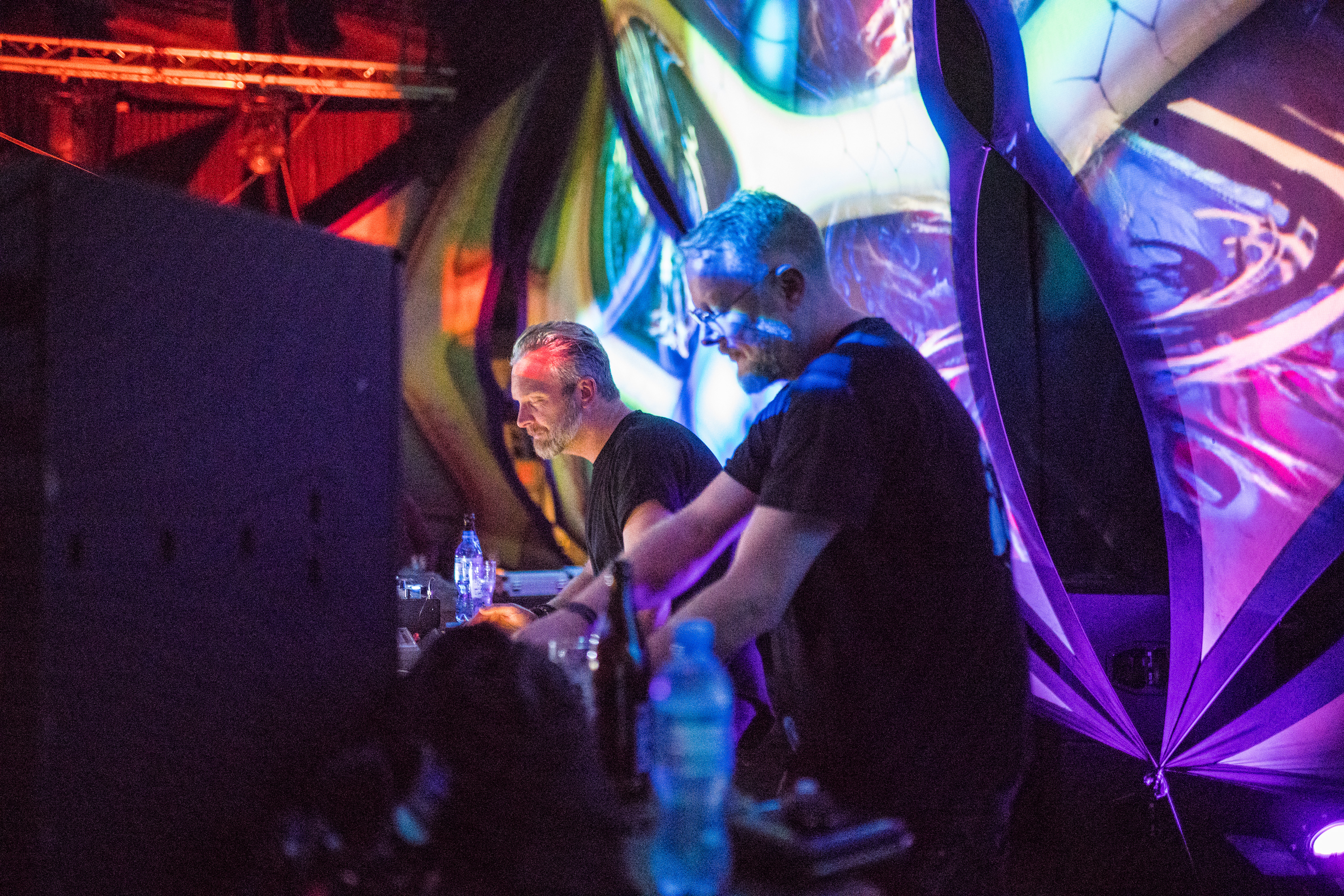
Carbon Based Lifeforms під час концерту у Варшаві, Польща. Клуб Прогресія, 25.09.2021

Вперше Йоганнес і Даніель зустрілися у 1991 році, будучи учнями дев'ятого класу. Одним з їхніх спільних інтересів стала трекерна музика. Незабаром разом з Мікаелем Ліндкуістом вони утворюють тріо Bassment Studios. Спочатку першим і єдиним музичним інструментом групи був комп'ютер Amiga, однак через деякий час колектив перемикається на PC, а в 1995 вони залишають трекерну сцену і починають творити за допомогою MIDI. Гурт змінює назву на Notch; Йоганнес виступає під псевдонімом GioNic, Даніель ховається під ім'ям TiN, а Мікаель — під ім'ям Miguel. Улюбленими жанрами Notch стають ейсід, техно і хаус. Свою творчість колектив публікує через численні музичні BBS (переважно Zusical Storehouse).
В 1996 році, під враженням від альбому ембієнт-музиканта Solar Quest «Orgship», Notch записує кілька нетанцювальних композицій, тяжіють до чіллаут. Однак, відчуваючи, що нова концепція не вкладається в рамки танцювального тріо, Йоганнес і Даніель віддаляються від Notch і, нарешті, починають працювати під назвою Carbon Based Lifeforms. В 1998 році дует починає публікувати свою музику на нині ліквідованому вільному ресурсі  www.mp3.com, частина з якої потрапляє на збірник «103 best songs you never heard on mp3.com».
В Ultimae Records дует приводить співпраця з Магнусом Біргерссоном, який в той час займався мастерингом свого першого альбому «Reflective Frequencies». Демонстраційні записи CBL потрапляють до керівництва студії звукозапису (якою володіє Вінсент Віллюі) і отримують схвалення. Першими композиціями дуету, випущеними на цьому лейблі, стали «MOS 6581» і «Metrosat 4», що увійшли до збірки «Fahrenheit Project Part Three».
За словами учасників дуету, другий альбом є прямим продовженням першого, що і відображено в списку композицій на обкладинці (нумерація треків в «World of Sleepers» починається з дванадцяти, згідно з кількістю треків в попередньому альбомі). Аналогічно, нумерація композицій третього альбому, «Interloper», починається з 24. Крім трьох альбомів CBL, існує також демонстраційний диск Notch 1998 року під назвою «The Path», музичний настрій якого у чому перегукується з подальшими роботами дуету.
У 2015 році дует випустив перевидання своїх альбомів на власному лейблі Leftfield Records, при цьому був проведений ремастеринг альбомів і запис в 24 бітному звуці.

## Творчий процес
Зазвичай, Йоганнес працює над звуком треків, а Даніель працює над ритмом і придумує треки на основі ідей гурту.

## Дискографія
Студійні альбоми
- Hydroponic Garden (2003)
- World of Sleepers (2006)
- Interloper (2010)
- Twentythree (2011)
- Derelicts (2017)
- Stochastic (2021)
- Seeker (2023)

### Інші альбоми
- The Path (As Notch, 1998)
- VLA (2011) - An hour long track
- Refuge OST (2013) - The original motion picture soundtrack of The Mansion/Refuge
- Alt:01 (2016) - A compilation of live recordings and remastered tracks

### Записи
- Irdial (2008)
- Mos 6581 Remixes (2016)
- Photosynthesis Remixes (2016)

### Неофіційні абльбоми
- Endospore (2011) - Фанатська компіляція

### Поява в інших релізах
CBL представив багато треків в інших компіляціях. 
| Album name                | Track name                                | Year | Label                      |
| ------------------------- | ----------------------------------------- | ---- | -------------------------- |
| Albedo                    | Digital Child                             | 2005 | Ultimae Records            |
| Ease Division 3           | Endospore                                 | 2008 | Spiral Trax                |
| Enigmatic Dream           | Epicentre                                 | 2011 | RMG Records                |
| Europe                    | Vakna                                     | 2015 | A Strangely Isolated Place |
| Fahrenheit Project part 3 | Metrosat 4                                | 2002 | Ultimae Records            |
| Fahrenheit Project part 4 | Epicentre (Second Movement) Decompression | 2003 | Ultimae Records            |
| Fahrenheit Project part 5 | T-Rex Echoes                              | 2005 | Ultimae Records            |
| Future Memories           | Reaktion                                  | 2008 | Interchill Records         |
| Visions                   | Carbon Based Lifeforms Vision             | 2016 | Mystic & Quantum           |

### DJ Мікси
CBL також створюють мікси на основі треків інших музикантів.
- Isolatedmix 23